# Филм данас
Филм данас је предузеће за производњу, дистрибуцију и изнајмљивање филмова.

## Историјат
Радна организација Филм данас основана је 12. марта 1969. године. У почетку се бавила искључиво производњом и дистрибуцијом филмова. Крајем 70-их година постала је једна од водећих производних кућа у бившој Југославији.
Проистекла је једним делом из филмске организације Академски Кино клуб Београд чији су чланови били: редитељ Ђорђе Кадијевић, монтажери Вуксан Луковац и Марко Бабац, сниматељ Александар Петковић, тонац Милан Тричковић, сценограф Миодраг Хаџић итд.
У уметничком саставу предузећа Филм данас почетком 70-их главни руководиоци били су филмски редитељ Предраг Голубовић и сценариста Бранимир Шћепановић. Филм данас је пружио пажњу младим ауторима чији су филмови имали велики одјек у тадашњој јавности. Са предузећем су сарађивали: Ђорђе Кадијевић, Мића Поповић, Бранимир Тори Јанковић, Милош Радивојевић, Милан Јелић, Мића Милошевић итд.
Филм данас је био продуцент једне од најгледанијих филмских комедија у бившој Југославији Тесна кожа која је била апсолутни хит у биоскопима 1982. и као придружен продуцент на реализацији још једне хит комедије Какав деда, такав унук из 1983. године. У руководству предузећа Филм Данас од краја 70-их до краја 80-их били су: шеф дистрибуције филмова Градимир Денић, уметнички руководилац Бранко Бреберина и директор продукције Драгољуб Војнов.
Током 90-их Филм данас запада у тешку кризу што се видело кроз распад заједничке државе, јединственог биоскопског тржишта и санкција тако да почетком 2000-их иде у стечај. Приватизован је 2007. Трансформисао се у друштво са ограниченом одговорношћу 21. фебруар 2009.
Године 2018. после 20 година паузе у продукцији Филма данас изашли су филм Заспанка за војнике, затим серије Убице мог оца , Државни службеник и Певачица. Током 2019. завршен је нови филмски пројекат у продукцији Филм данас Дара из Јасеновца у режији Предрага Антонијевића који је новчана средства добио на конкурсу за филм са националном темом током 2018. а биоскопска премијера је планирана у априлу 2021 године.

## Продукција филмова
| Год.            | Назив                           | Улога               |
| --------------- | ------------------------------- | ------------------- |
| 1970-е          |                                 |                     |
| 1970.           | Природна граница                |                     |
| 1970.           | Реквијем                        |                     |
| 1971.           | Бубашинтер                      |                     |
| 1972.           | Друштвена игра                  |                     |
| 1972.           | Пуковниковица                   |                     |
| 1972.           | Бреме (филм)                    |                     |
| 1975.           | Тестамент                       |                     |
| 1975.           | Црвена земља                    |                     |
| 1976.           | Поданици древног култа          |                     |
| 1976.           | Вагон ли                        |                     |
| 1978.           | Квар                            |                     |
| 1978.           | Тамо и натраг                   |                     |
| 198-е           |                                 |                     |
| 1980.           | Хајдук (филм)                   |                     |
| 1981.           | Сок од шљива                    |                     |
| 1981.           | Лаф у срцу                      |                     |
| 1982.           | Недељни ручак                   |                     |
| 1982.           | Тесна кожа                      |                     |
| 1983.           | Задах тела                      |                     |
| 1983.           | Какав деда такав унук           |                     |
| 1984.           | Уна (филм)                      |                     |
| 1986.           | Дивљи ветар                     |                     |
| 1986.           | Црна Марија                     |                     |
| 1986.           | Мисс                            |                     |
| 1987.           | На путу за Катангу              |                     |
| 1987.           | Увек спремне жене               |                     |
| 1987.           | Марјуча или смрт                |                     |
| 1989.           | Панонски врх                    |                     |
| 1996—1997.      | Прва љубав Ане Мораве           | незавршен           |
| 2018.           | Заспанка за војнике             | извршни продуцент   |
| 2019—2020.      | Државни посао                   | извршни продуцент   |
| 2021.           | Дара из Јасеновца               | извршни продуцент   |
| 2021-још траје. | Певачица (ТВ серија)            | извршни продуцент   |
| 2021.           | Келти (филм)                    | копродуцент         |
| 2021.           | Рокописац                       | извршни продуцент   |
| 2019—још траје. | Државни службеник (серија)      | извршни продуцент   |
| 2022-.          | Бунар (серија)                  | продуцент           |
| 2023.           | Дара из Јасеновца (мини-серија) | продуцент           |
| 2018—још траје. | Убице мог оца                   | извршни продуцент   |
| 2024.           | Рингишпил (серија)              | извршни продуцент   |
| -.              | Баш Челик (серија)              | пројекат у припреми |